# Особисто відомий
«Особисто відомий» — радянський художній фільм 1957 року, режисера Степана Кеворкова. Перший фільм кінотрилогії («Особисто відомий», «Надзвичайне доручення», «Останній подвиг Камо») про революціонера-більшовика С. А. Тер-Петросяна.

## Сюжет
Перший фільм трилогії охоплює період з 1905 по 1919 рік. Рішучість і акторське обдарування молодого соціал-демократа Тер-Петросяна дозволяють йому успішно здійснювати нелегальну революційну діяльність в Російській імперії і за кордоном, забезпечувати зв'язок з лідерами партії в еміграції, організовувати страйки в Баку і Тбілісі, а також так звані екси. В результаті зради одного із соратників в 1909 році він був заарештований в Берліні. Долаючи тортури, симулюючи божевілля, пізніше він був переданий російській владі. Він втік і продовжив нелегальну діяльність. Фільм завершується епізодом особистої зустрічі Камо і Ульянова-Леніна, що супроводжується врученням мандата на нове партійне завдання.

## У ролях
- Гурген Тонунц — Камо
- Борис Смирнов — В. І. Ленін
- Марія Пастухова — Надія Крупська
- Андро Кобаладзе — Сталін
- Ваган Багратуні — Сулейман
- Вагарш Вагаршян — професор Отто Шиллер
- Гурген Ген — Мирський, вусатий, страховий агент
- Арчіл Гоміашвілі — Манташеров
- Кахі Кавсадзе — кандидат в бойовий загін Камо
- Артем Карапетян — Довговолосий
- Акакій (Како) Кванталіані — духанник
- Петро Малек — епізод
- Давид Малян — Оскар Кон, опікун Камо
- Афрасіяб Мамедов — Реваз
- Ашот Нерсесян — слуга Марципанова
- Грач'я Нерсесян — батько Медеї
- Ж. Овнатанян — сестра Камо Джаваїр
- Вахтанг Пірцхалава — Гіві
- Борис Свобода — полковник Вадим Аркадійович Марципанов
- Костянтин Скоробогатов — епізод
- Анатолій Сміранін — Гавриїл Петрович, царський намісник
- А. Согомонян — Шаншиашвілі
- Сергій Столяров — революціонер Василь Микитович
- Галина Супрунова — актриса Валя Хризантемова
- Микола Тер-Семенов — барабанщик
- Медея Чахава — кохана Камо Медея (Медіко)
- Юрій Кірєєв — епізод
- Хорен Абрамян — кримінальник
- Марія Джерпетян — дружина вусатого
- Іван Рижов — провідник через фінський кордон
- Олексій Бахарь — член бойового загону
- Андрій Файт — німецький інспектор
- З. Атанесян — епізод
- В. Суханов — епізод
- Володимир Піцек — епізод
- Ростислав Плятт — голос за кадром

## Знімальна група
- Режисери: Григорій Баласанян, Еразм Карамян, Степан Кеворков
- Сценарист: Марк Максимов
- Оператори: Артем Джалалян, Іван Ділдарян
- Композитор: Арно Бабаджанян
- Художник: Петро Бейтнер